# نشان

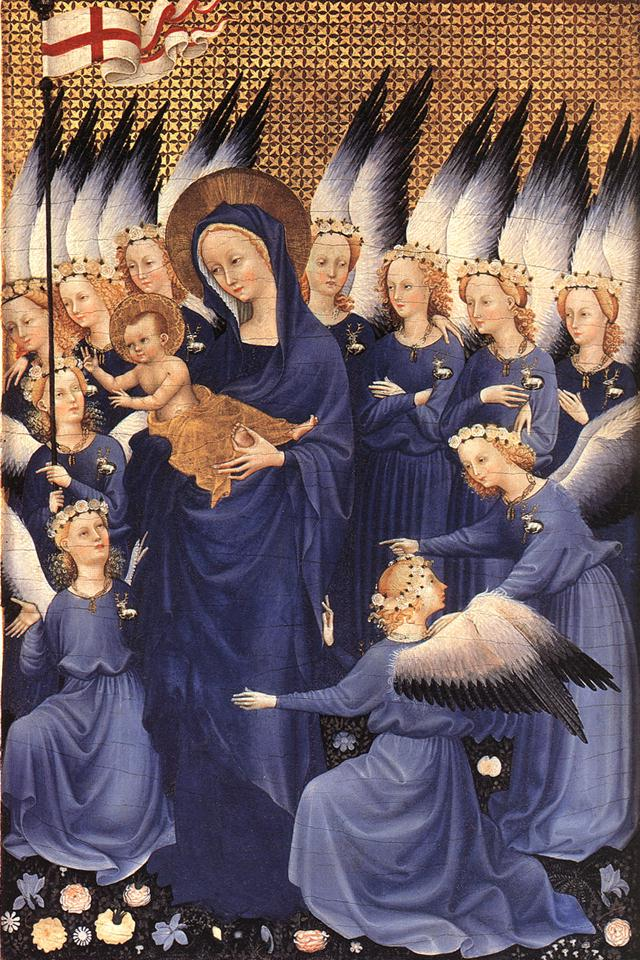
دیپتیخ ویلتون (c. 1395) فرشتگانی را با پوشیدن وایت هارت (آهو)، نشان شخصی پادشاه ریچارد دوم انگلستان، نشان می‌دهد.

نشان ملی ازبکستان

نشان خانوادگی خانه خیالی ال

یک نشان (به انگلیسی: emblem) تصویری انتزاعی یا بازنمایانه است که مفهومی مانند یک پیام اخلاقی، یا تمثیل یا یک شخص مانند یک پادشاه یا قدیس را نمایش می‌دهد.

## مقایسه نشان‌ها با نمادها

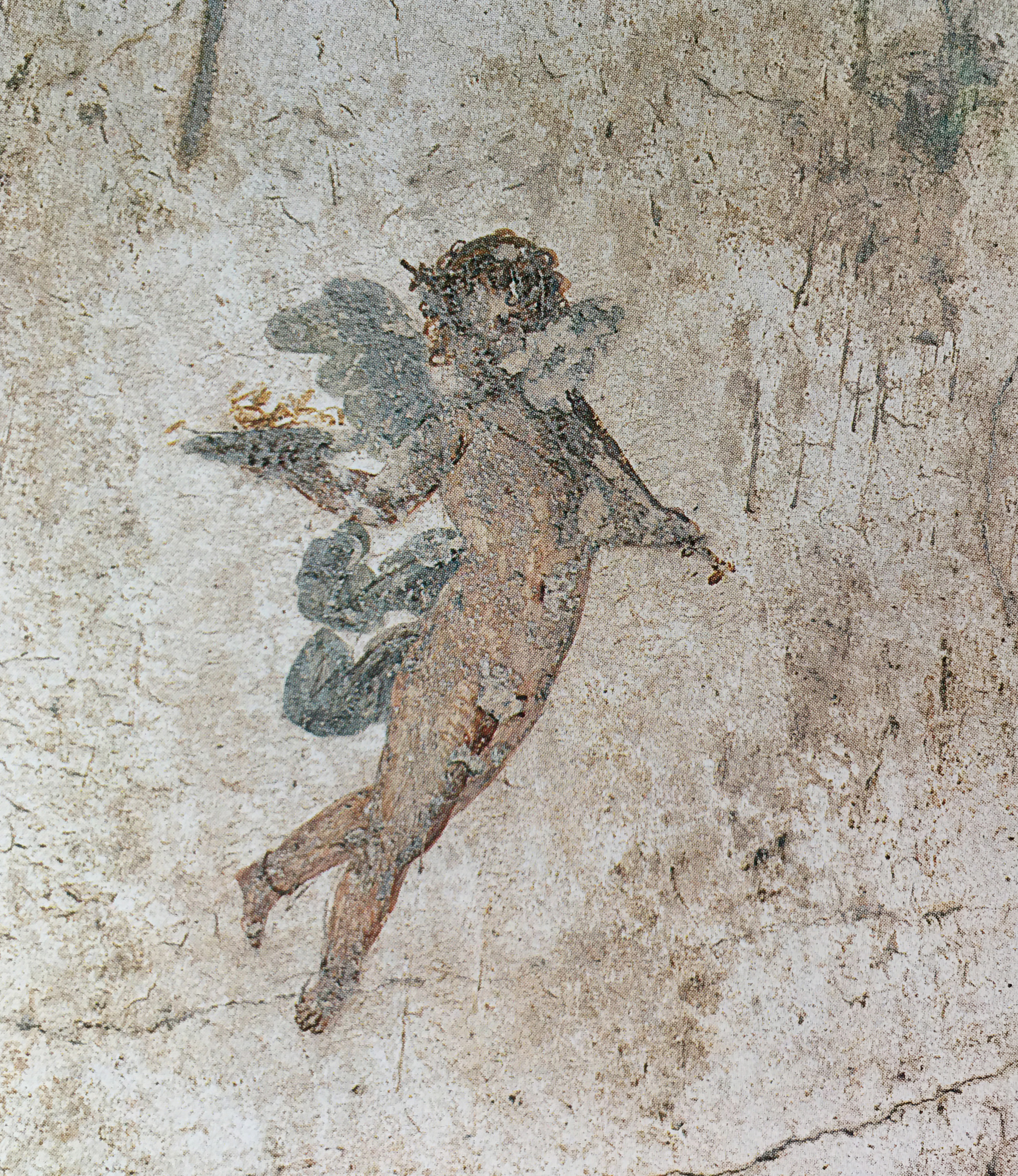
نشان روی دیوار شمالی سه‌خوردگاه خانه شاهزاده ناپل در پمپی

اگرچه واژه‌های «نشان» و «نماد» اغلب به‌جای یکدیگر استفاده می‌شوند، یک نشان الگویی است که برای نمایش یک ایده یا فرد به کار می‌رود. یک نشان به شیوه‌ای عینی و بصری برخی انتزاعات مانند یک الهه، یک قبیله یا ملت، یا یک فضیلت یا رذیلت را تجسم می‌بخشد.
یک نشان ممکن است پوشیده شود یا به‌عنوان یک نشان شناسایی بر روی لباس تکه‌دوزی شود. برای نمونه در آمریکا نشان‌های افسران پلیس به نشان فلزی شخصی آنان اشاره دارد، در حالی که نشان‌های بافته‌شده بر روی یونیفرم‌ها اعضای یک واحد خاص را شناسایی می‌کند. یک صدف واقعی یا فلزی، نشان یعقوب کبیر (James the Great)، که بر روی کلاه یا لباس دوخته می‌شد، یک زائر قرون وسطایی را در مسیر زیارتگاهش در سانتیاگو د کومپوستلا مشخص می‌کرد. در قرون وسطی، بسیاری از قدیس‌ها نشان‌هایی داشتند که برای شناسایی آنان در نقاشی‌ها و تصاویر دیگر به کار می‌رفت: سنت کاترین اسکندریه یک چرخ یا شمشیر داشت، سنت آنتونی بزرگ یک خوک و یک زنگ کوچک. این‌ها همچنین به‌عنوان ویژگی‌ها (attributes) شناخته می‌شوند، به‌ویژه زمانی که توسط قدیس حمل می‌شوند یا در نزدیکی او در آثار هنری به نمایش گذاشته می‌شوند. پادشاهان و افراد برجسته دیگر به‌طور فزاینده‌ای نشانه‌ها یا نشان‌های شخصی‌ای را اتخاذ کردند که از تبارشناسی خانوادگی آنان متمایز بود. معروف‌ترین آن‌ها شامل خورشید لوئی چهاردهم فرانسه، سمندر فرانسوای اول فرانسه، گراز ریچارد سوم انگلستان، و استرلاب گوی‌شکل مانوئل یکم پرتغال است. در قرون پانزدهم و شانزدهم، مدی، که در ایتالیا آغاز شد، برای ساخت مدال‌های بزرگ با یک سر پرتره در جلو و یک نشان در پشت وجود داشت؛ این مدال‌ها به دوستان و به‌عنوان هدیه‌های دیپلماتیک داده می‌شد. پیزانلو بسیاری از اولین و بهترین نمونه‌های این مدال‌ها را تولید کرد.
از سوی دیگر، یک نماد (symbol) چیزی را به شکلی عینی جایگزین چیز دیگری می‌کند:
- صلیب مسیحی نمادی از مصلوب شدن عیسی و نشانی از فداکاری است.
- صلیب سرخ یکی از سه نماد صلیب سرخ بین‌المللی است.[۲] صلیب قرمز روی زمینه سفید نماد روحیه انسان دوستانه است.
- شکل هلال نماد ماه و نمادهای اسلام است.
- نماد جمجمه و استخوان نمادی است که سم را شناسایی می‌کند.[۳] جمجمه نمادی از ماهیت گذرا زندگی انسان است.

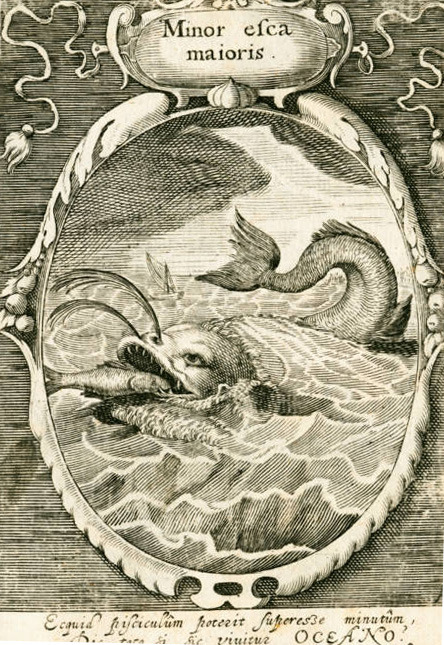
«بزرگ‌ها کوچک‌ها را می‌خورند»، یک نشان سیاسی از یک کتاب نشان، ۱۶۱۷

## اصطلاحات دیگر

نشان ملی استونی با نشان ملی سه شیر پاسانت.

توتم (Totem) به‌طور خاص یک نشان حیوانی است که روح یک طایفه را بیان می‌کند. نشان در علم نشان‌شناسی (heraldry) به‌عنوان Charge شناخته می‌شوند. شیر گذرا نشان انگلستان و شیر ایستاده نشان اسکاتلند است.
تمثال شامل تصویر (در اصل یک تصویر مذهبی) است که به‌واسطه قرارداد اجتماعی استاندارد شده است. یک نشان‌واره یک آیکون غیرشخصی و سکولار است که معمولاً نمایانگر یک نهاد شرکتی است.

## نشان‌ها در تاریخ
از قرن پانزدهم، اصطلاحات نشان (emblema؛ از یونانی: ἔμβλημα، به معنای "تزئین برجسته") و نشان‌کاری (emblematura) به واژگان فنی معماری تعلق دارند. آن‌ها به یک بازنمایی تصویری، نقاشی‌شده، طراحی‌شده یا مجسمه‌ای از یک مفهوم اشاره دارند که به ساختمان‌ها متصل می‌شود و—مانند کتیبه‌ها—به تزئینات معماری (ornamenta) تعلق دارند. از زمان انتشار کتاب De re aedificatoria (1452) توسط لئون باتیستا آلبرتی (۱۴۰۴–۱۴۷۲)، که بر اساس De architectura نوشته معمار و مهندس رومی، ویتروویوس، الگو گرفته شده بود، نشان‌ها با هیروگلیف‌های مصری مرتبط شدند و به‌عنوان زبان جهانی گمشده در نظر گرفته می‌شدند. بنابراین، نشان‌ها به دانش رنسانس از دوران باستان تعلق دارند که نه‌تنها شامل دوران باستان یونانی و رومی می‌شود بلکه شامل دوران باستان مصری نیز هست، همان‌طور که توسط تعداد زیادی ابلیسک ساخته‌شده در رم قرون ۱۶ و ۱۷ اثبات شده است.

نشان گلیف شهر کوپان مایاها در هندوراس که توسط سلسله یاکس کوک مو نصب شده است.

شواهدی از استفاده از نشان‌ها در آمریکا پیش از کشف قاره توسط کلمب نیز یافت شده است، مانند نشان‌هایی که در دولت‌شهرهای مایایی، پادشاهی‌ها، و حتی امپراتوری‌هایی مانند آزتک یا اینکا استفاده می‌شدند. استفاده از این نشان‌ها در بافت آمریکایی تفاوت چندانی با زمینه‌های دیگر مناطق جهان ندارد و حتی معادل نشان‌های خانوادگی (coats of arms) در نهادهای سرزمینی مربوطه بوده است.
انتشار اولین کتاب نشان‌ها (Emblem Book) با نام Emblemata توسط حقوقدان ایتالیایی آندریا آلچیاتو در آوگسبورگ در سال ۱۵۳۱، شور و اشتیاقی نسبت به نشان‌ها را آغاز کرد که به مدت دو قرن ادامه یافت و بیشتر کشورهای اروپای غربی را تحت تأثیر قرار داد. «نشان» در این معنا به ترکیبی آموزشی یا اخلاقی از تصویر و متن اشاره دارد که هدف آن جلب خواننده به تأمل در زندگی شخصی خود است. ترکیب‌های پیچیده نشان‌ها می‌توانستند اطلاعاتی را به بیننده‌ای که از لحاظ فرهنگی آگاه بود منتقل کنند، که این ویژگی از جنبش هنری قرن شانزدهم به نام تکلف‌گرایی است.
یک مجموعه محبوب از نشان‌ها که در نسخه‌های متعددی منتشر شد، توسط فرانسیس کوارلز در سال ۱۶۳۵ ارائه شد. هر یک از نشان‌ها شامل بازگویی یک عبارت از کتاب مقدس بود که به زبان پرآذین و استعاری بیان شده بود، و به دنبال آن بخش‌هایی از نوشته‌های پدران مسیحیت ارائه می‌شد و در نهایت با یک قطعه تقریظ به پایان می‌رسید. این مجموعه با یک نشان همراه بود که نمادهایی را که در بخش همراه نشان داده شده بود، به تصویر می‌کشید.

## نشان‌ها در گفتار
نشان‌ها برخی حرکات خاص هستند که معنای مشخصی به آن‌ها نسبت داده شده است. این معانی معمولاً با فرهنگی که در آن تعریف شده‌اند مرتبط هستند. استفاده از نشان‌ها راهی برای انسان‌ها ایجاد می‌کند تا به شیوه‌ای غیرکلامی با یکدیگر ارتباط برقرار کنند. به‌عنوان مثال، فردی که برای دوستی دست تکان می‌دهد، بدون نیاز به گفتن کلمه‌ای، پیام «سلام» را منتقل می‌کند.

### نشان‌ها و زبان اشاره
اگرچه زبان اشاره از حرکات دست برای انتقال کلمات به روشی غیرکلامی استفاده می‌کند، اما نباید با نشان‌ها اشتباه گرفته شود. زبان اشاره دارای ویژگی‌های زبانی است که مشابه آن ویژگی‌ها در زبان‌های گفتاری نیز استفاده می‌شود و برای انتقال مکالمات کامل به کار می‌رود. ویژگی‌های زبانی شامل افعال، اسامی، ضمایر، قیدها، صفت‌ها و غیره است. در مقابل زبان اشاره، نشان‌ها یک شکل غیرزبانی از ارتباط هستند. نشان‌ها حرکات منفردی هستند که برای انتقال یک پیام کوتاه غیرکلامی به فرد دیگر طراحی شده‌اند.

## نشان‌ها در فرهنگ
نشان‌ها با فرهنگی که در آن تعریف شده‌اند مرتبط هستند و به آن فرهنگ خاص بستگی دارند. به‌عنوان مثال، علامت اوکی که با تشکیل یک دایره با انگشت شست و اشاره ساخته می‌شود در آمریکا برای انتقال پیام «خوب است» به‌صورت غیرکلامی استفاده می‌شود، در ژاپن به معنای «پول» است، و در برخی کشورهای جنوب اروپا به معنای چیزی جنسی است. علاوه بر این، علامت شست بالا در آمریکا به معنای «کارت خوب بود» است، اما این علامت در برخی مناطق خاورمیانه معنای به‌شدت توهین‌آمیز دارد.

### برای مطالعهٔ بیشتر
- Emblematica آنلاین. دانشگاه ایلینویز در کتابخانه‌های اوربانا Champaign. 1388 فاکسیمیل کتاب‌های نشان.
- موزلی، چارلز، قرنی از نشان‌ها: مقدمه‌ای بر نشان رنسانس (آلدرشات: انتشارات اسکولار، ۱۹۸۹)